# Lokina chiyou
Espèce
Lokina chiyou est une espèce d'araignées aranéomorphes de la famille des Salticidae.

## Distribution
Cette espèce est endémique du Guizhou en Chine,. Elle se rencontre dans les préfectures de Qiandongnan et de Zunyi.

## Description
La carapace du mâle holotype mesure 1,40 mm et l'abdomen 1,52 mm et la carapace de la femelle paratype mesure 1,32 mm et l'abdomen 1,58 mm.

## Systématique et taxinomie
Cette espèce a été décrite par Yu et Zhang en 2023.

## Étymologie
Cette espèce est nommée en référence à Chiyou.

## Publication originale
- Yu, Wang, Maddison & Zhang, 2023 : « Two new genera of Euophryini from southern China and Malaysia (Araneae, Salticidae, Salticinae). » Zootaxa, no 5231(3), p. 201-248.